# ルクソーフラックス
ルクソーフラックス(英語: Luxoflux)とはかつて存在していたアメリカ合衆国のコンピュータゲーム開発会社である。1997年にセガの海外スタジオであるセガテクニカルインスティチュートに所属していたピーター・モラウィエクとエイドリアン・スティーブンスがカリフォルニア州サンタモニカで設立した。

## 歴史
ルクソーフラックスは初期数作品の時は比較的規模の小さい集団だった。モラウィエクとスティーブンスに加え、ジェレミー・エンゲルマン、デビッド・グッドリッチ、エドバード・トスによって製作されたVigilante 8で大成功を収め、1999年にこのゲームはNINTENDO 64に移植され、続編のVigilante 8: 2nd Offenseが発売された。
2002年10月、True Crime: Streets of LAの開発を手がけているときにアクティビジョンがルクソーフラックスを買収したと発表。ルクソーフラックスはそのTrue Crime: Streets of LAや続編のTrue Crime: New York CityだけでなくKung Fu PandaやTransformers: Revenge of the Fallenといった版権ゲームも手がけた。
しかし2010年2月11日、アクティビジョンはスタッフ削減の一環としてルクソーフラックスを閉鎖したと発表した。

### ゲーム
- Vigilante 8（英語版）
- Vigilante 8: 2nd Offense（英語版）
- Star Wars: Demolition（英語版）
- Pitfall 3D: Beyond the Jungle（英語版）
- True Crime: Streets of LA
- Shrek 2（英語版）
- True Crime: New York City（英語版）
- Kung Fu Panda（英語版）
- Transformers: Revenge of the Fallen（英語版）

## Isopod
Isopod Labsとはルクソーフラックスの設立者によって設立されたゲームスタジオで、2008年夏にXbox Live Arcade対応のVigilante 8 Arcadeを発売した。

### ゲーム
- Vigilante 8 Arcade（英語版）